# Герб Рахова
Герб Рахова — офіційний символ міста Рахів Рахівського району Закарпатської області, затверджений 25 лютого 1997р. рiшенням сесії міської ради.

## Опис
У зеленому щиті срібна голова оленя із золотими рогами.

## Історія
З початку XXст. відома печатка поселення - із зображенням голови оленя, оберненої на лівий геральдичний бік. Символіка цієї печатки ґрунтувалася на давнішій емблемі містечка, відомій ще з громадських печаток кінця XVIIIст. - зображення оленя на повен зріст, оберненого праворуч.